# Odorrana swinhoana
Odorrana swinhoana е вид земноводно от семейство Водни жаби (Ranidae).

## Разпространение
Видът е разпространен в Провинции в КНР и Тайван.